# Gyophora baccalix
Gyophora baccalix är en fjärilsart som beskrevs av Swinhoe 1886. Gyophora baccalix ingår i släktet Gyophora och familjen nattflyn. Inga underarter finns listade i Catalogue of Life.